# Kig
Kig是一個自由和開放源碼的動態幾何軟體軟件。可以讓使用者描繪並且操作一些幾何結構。Kig基本上是一個可以在電腦上做尺規作圖的軟體，不過還提供了更多的彈性、互動性、還有動態的展示。Kig對高中學生和教師可作為一個有用和強大的工具，以及一個有趣的項目對於其他人。
Kig提供了一系列點、線、角、幾何造型的物件和測算工具。它有一些Python腳本設施，以及從現有工具創建巨集。

## 外部連結
- The Kig Handbook （页面存档备份，存于）

1. ↑  https://apps.kde.org/de/kig/; 检索日期: 2023年11月21日; 出版日期: 2023年11月9日.